# 姜城大學
姜城大學（法語：Université de Dschang），一名德昌大学，是一所位於喀麥隆西部区姜鎮的公立综合性大学，学校在喀麦隆南部的埃博洛瓦也设有分校区。
1975年，姜城大学中心成立，以培养合格的农业技术人员为主要任务，20世纪90年代，喀麦隆实施高等院校改革后，政府根据第93/026号政令，于1993年1月在大学中心的基础上成立了姜城大學。

## 外部連結
- 姜城大學官網（页面存档备份，存于）